# Kuroshiodaphne saturata
Kuroshiodaphne saturata é uma espécie de gastrópode do gênero Kuroshiodaphne, pertencente a família Raphitomidae.